# Kraków Mydlniki Wapiennik
Kraków Mydlniki Wapiennik – przystanek kolejowy w Krakowie, w dzielnicy VI Bronowice, w Mydlnikach. Przystanek obsługuje lokalny ruch w kierunku Katowic, Oświęcimia oraz Częstochowy.

## Ruch pasażerski
| Rok  | Wymiana pasażerska na dobę |
| ---- | -------------------------- |
| 2017 | 20–59                      |
| 2022 | 200–299                    |